# Гайлитис, Маркусс
Маркусс Гайлитис (27 июня 1882 года  — 14 июня 1942 года) был латвийским политиком, общественным деятелем. Он был министром сельского хозяйства Латвии с 1925 года до 1926 года, а также депутатом Учредительного собрания Латвии и депутатом 2 Сейма. 

## Биография
Маркусс Гайлитис родился 27 июня 1882 года в    Дзербенской волости. В 1911 году окончил инженерный факультет Рижского политехнического института. 
С 1916 до 1918 года служил в русской армии. В 1918 году он начал работать в издательствах в Валке и Риге, а также вступил в ряды Вооруженных сил Временного правительства Латвии. В феврале 1919 года был назначен полномочным представителем Временного правительства в Северной Латвии, был членом Эстонско-латвийской пограничной комиссии. В октябре 1919 года он участвовал в Бермонтиаде. С декабря 1919 по июнь 1920 года был дипломатическим представителем Латвии в Эстонии. 
В 1920 году он был избран в Учредительное собрание по списку Группы беспартийных безземельных участников и мелких землевладельцев. Работал до 1922 года, когда Учредительное собрание прекратило деятельность. В 1926 году после отставки депутата Эрнеста Бауэрса, начал работать во 2-м Сейме и проработал до избрания нового созыва в 1928 году. Параллельно с работой в парламенте с марта 1925 года до декабря 1926 года он был министром сельского хозяйства Латвии в трех разных правительствах. 
С 1927 до 1932 года Гайлитис был членом Совета Банка Латвии. Затем до июня 1940 года он был промышленником, директором Дисконтного банка и председателем правления. После июня 1940 года он был руководителем строительства 2-го строительного управления Строительного треста в Риге.
19 июня 1941 года арестован и выслан в Вятлаг. Там 13 февраля 1942 года было предъявлено обвинение: Гайлитис был участником Борьбы за независимость Латвии; как депутат Конституционного Собрания участвовал в разработке аграрной реформы; айзсаргс; директор банка. На основании статьи 58 УК РСФСР приговорён к расстрелу. Умер в Вятлаге 14 июля 1942 года.
Награжден Военным орденом Лачплесиса 3-й степени, Орденом Трёх Звезд 3-й степени, а также Эстонским и Финским орденами.